# Cristian Fernández Gómez
Cristian Fernández Gómez (Chillán, 8 de abril de 1974) es un administrador municipal y político chileno.

## Carrera política
Fue alcalde de la comuna de San Fabián durante 2 periodos consecutivos, sin partido político, aunque apoyado por el Partido por la Democracia (PPD), entre el 6 de diciembre de 2004 y el 6 de diciembre de 2012, donde entregó su cargo a Lorena Jardúa Campos.
Tras esto, se desempeñó como gobernador de la Provincia de Ñuble durante el 11 de marzo y el 18 de marzo de 2014, siendo el periodo más corto de dicho cargo tanto en la provincia como en el país, fecha en que anuncia su renuncia tras controversias políticas en las que se vio envuelto. Esto tras presuntas irregularidades durante su administración como alcalde de San Fabián, una causa por haberse hecho pasar como fiscalizador de la Contraloría, entre otros problemas, lo hicieron presa de críticas de la senadora Jacqueline van Rysselberghe y un amplio sector político de oposición, sin embargo, estos cargos nunca fueron comprobados, y actualmente se encuentran en investigación.
"Cristian Fernández presentó su renuncia como gobernador de Ñuble tras cuestionamientos" de SoyChillán.cl</ref>